# Marko Tanasić
Marko Tanasić (Aleksa Šantić, 2 dicembre 1964) è un ex calciatore serbo, di ruolo centrocampista.

## Carriera

### Giocatore

#### Club
Tanasić giocò per lo Spartak Subotica, prima di passare agli islandesi del Keflavík. Nel 1996 si trasferì allo Strømsgodset, esordendo nell'Eliteserien in data 13 aprile, subentrando a Marcus Ziegler nella vittoria per 2-3 sullo Skeid. Il 9 maggio arrivò la sua prima rete, nel successo per 0-1 sul Tromsø. Nel 1998, tornò al Keflavík, mentre nel 2000 fu in forza al Sandefjord.

### Allenatore
Dal luglio 2010 al novembre 2012, fu allenatore dello Jølster. Il 26 dicembre 2013, fu comunicato ufficialmente che Tanasić sarebbe diventato l'allenatore del Birkebeineren a partire dal 1º gennaio 2014. Venne esonerato il 4 settembre successivo.